# Porphyrio kukwiedei
Porphyrio kukwiedei — вимерлий вид журавлеподібних птахів родини пастушкових (Rallidae). Вид був ендеміком Нової Каледонії. Його було описано з субфосильних решток, знайдених у печерах Піндай на західному березі Гранд-Терре. Однак уривок зі статті 1860 року розповідає про птахів розміром з індичку, які жили в болотистих районах Нової Каледонії, що свідчить про те, що вони могли дожити до історичних часів. Вважається, що місцева назва n'dino відноситься до цього птаха.